# Barney Cable
Byrum William "Barney" Cable (Rochester, Pensilvania; 29 de julio de 1935) es un exjugador de baloncesto estadounidense que disputó seis temporadas en la NBA y tres más en la EPBL. Con 2,00 metros de estatura, lo hacía en la posición de alero.

## Trayectoria deportiva

### Universidad
Jugó durante tres temporadas con los Braves de la Universidad de Bradley, donde promedió 16,0 puntos y 13,7 rebotes por partido. En 1957 ganó junto con su equipo el National Invitation Tournament, siendo elegido en el mejor quinteto del torneo y también en el mejor quinteto de la Missouri Valley Conference. Sus 13,7 rebotes por partido se mantienen hoy en día como récord de los Braves.

### Profesional
Fue elegido en la decimoprimera posición del Draft de la NBA de 1958 por Detroit Pistons, donde jugó una temporada como último hombre del banquillo, promediando 3,5 puntos y 2,8 rebotes por partido.
Al año siguiente fue traspasado a los Syracuse Nationals, donde en su segunda temporada en el equipo, a las órdenes de Alex Hannum, consiguió más minutos de juego, promediando 8,1 puntos y 6,3 rebotes por partido. A pesar de ello, no fue protegido por su equipo en el Draft de Expansión que se celebró al año siguiente por la llegada a la liga de un nuevo equipo, los Chicago Packers, quienes lo seleccionaron para su plantilla.
Pero tras quince partidos, en los que promedió 13,7 puntos y 5,5 rebotes jugando por vez primera como titular, fue traspasado, junto con Archie Dees a los St. Louis Hawks a cambio de Sihugo Green, Joe Graboski y Woody Sauldsberry, pero mediada la temporada siguiente fue de nuevo enviado a Chicago, con su nueva denominación de Chicago Zephyrs, a cambio nuevamente de Sauldsberry. Allí acabó la temporada como sexto hombre, promediando 8,1 puntos y 5,7 rebotes por partido.
Al año siguiente el equipo cambió de nombre y de localización, pasando a ser los Baltimore Bullets, donde jugaría su última temporada en la liga. En 1964 se marchó a jugar a los Wilmington Blue Bombers de la EPBL, donde permanecería 3 temporadas, ganando dos títulos de campeón y ejerciendo como jugador-entrenador en la última de ellas, siendo elegido entrenador del año.

## Estadísticas de su carrera en la NBA

### Temporada regular
| Temporada | Edad | Equipo             | Liga | P   | TIT | MIN  | TC  | TCA  | %TC  | 3P | 3PA | %3P | TL  | TLA | %TL  | R.OF. | R.DEF. | REB | ASIS | ROB | TAP | PER | FP  | PTS  |
| 1958-59   | 23   | Detroit Pistons    | NBA  | 31  |     | 8.7  | 1.4 | 4.1  | .341 |    |     |     | 0.7 | 0.9 | .793 |       |        | 2.8 | 0.4  |     |     |     | 1.0 | 3.5  |
| 1959-60   | 24   | TOTAL              | NBA  | 57  |     | 12.5 | 1.9 | 5.1  | .376 |    |     |     | 0.8 | 1.2 | .657 |       |        | 3.9 | 0.7  |     |     |     | 1.6 | 4.6  |
| 1959-60   | 24   | Detroit Pistons    | NBA  | 7   |     | 16.6 | 3.1 | 8.6  | .367 |    |     |     | 0.6 | 1.4 | .400 |       |        | 6.9 | 0.9  |     |     |     | 2.7 | 6.9  |
| 1959-60   | 24   | Syracuse Nationals | NBA  | 50  |     | 12.0 | 1.7 | 4.6  | .378 |    |     |     | 0.8 | 1.1 | .702 |       |        | 3.5 | 0.7  |     |     |     | 1.5 | 4.3  |
| 1960-61   | 25   | Syracuse Nationals | NBA  | 75  |     | 21.9 | 3.5 | 7.7  | .463 |    |     |     | 1.0 | 1.4 | .676 |       |        | 6.3 | 1.1  |     |     |     | 3.3 | 8.1  |
| 1961-62   | 26   | TOTAL              | NBA  | 67  |     | 27.8 | 4.6 | 11.2 | .407 |    |     |     | 1.8 | 2.7 | .652 |       |        | 8.4 | 1.7  |     |     |     | 3.1 | 10.9 |
| 1961-62   | 26   | Chicago Packers    | NBA  | 15  |     | 33.2 | 5.5 | 14.5 | .378 |    |     |     | 2.8 | 3.9 | .712 |       |        | 5.5 | 2.1  |     |     |     | 3.7 | 13.7 |
| 1961-62   | 26   | St. Louis Hawks    | NBA  | 52  |     | 26.2 | 4.3 | 10.2 | .419 |    |     |     | 1.5 | 2.3 | .623 |       |        | 9.2 | 1.6  |     |     |     | 3.0 | 10.0 |
| 1962-63   | 27   | TOTAL              | NBA  | 61  |     | 19.7 | 2.8 | 6.2  | .455 |    |     |     | 1.0 | 1.6 | .646 |       |        | 3.9 | 1.4  |     |     |     | 2.2 | 6.7  |
| 1962-63   | 27   | St. Louis Hawks    | NBA  | 42  |     | 15.8 | 2.5 | 5.1  | .495 |    |     |     | 1.0 | 1.5 | .651 |       |        | 3.1 | 1.0  |     |     |     | 2.0 | 6.1  |
| 1962-63   | 27   | Chicago Zephyrs    | NBA  | 19  |     | 28.5 | 3.5 | 8.6  | .402 |    |     |     | 1.1 | 1.7 | .636 |       |        | 5.7 | 2.2  |     |     |     | 2.6 | 8.1  |
| 1963-64   | 28   | Baltimore Bullets  | NBA  | 71  |     | 15.8 | 1.6 | 4.1  | .400 |    |     |     | 0.4 | 0.6 | .667 |       |        | 4.2 | 0.7  |     |     |     | 2.3 | 3.7  |
| Total     |      |                    | NBA  | 362 |     | 18.8 | 2.8 | 6.7  | .420 |    |     |     | 1.0 | 1.4 | .665 |       |        | 5.2 | 1.1  |     |     |     | 2.4 | 6.6  |

### Playoffs
| Temporada | Edad | Equipo             | Liga | P  | MIN | TCA | TC | 3PA | 3P | TLA | TL | R.OF. | REB | ASIS | ROB | TAP | PER | FP | PTS | %TC  | %3P | %FT  | MIN  | PTS | REB | AST |
| 1959-60   | 24   | Syracuse Nationals | NBA  | 3  | 63  | 5   | 14 |     |    | 4   | 8  |       | 28  | 1    |     |     |     | 12 | 14  | .357 |     | .500 | 21.0 | 4.7 | 9.3 | 0.3 |
| 1960-61   | 25   | Syracuse Nationals | NBA  | 8  | 185 | 26  | 65 |     |    | 10  | 17 |       | 61  | 7    |     |     |     | 29 | 62  | .400 |     | .588 | 23.1 | 7.8 | 7.6 | 0.9 |
| Total     |      |                    | NBA  | 11 | 248 | 31  | 79 |     |    | 14  | 25 |       | 89  | 8    |     |     |     | 41 | 76  | .392 |     | .560 | 22.5 | 6.9 | 8.1 | 0.7 |